# Mbira Dza Vadzimu

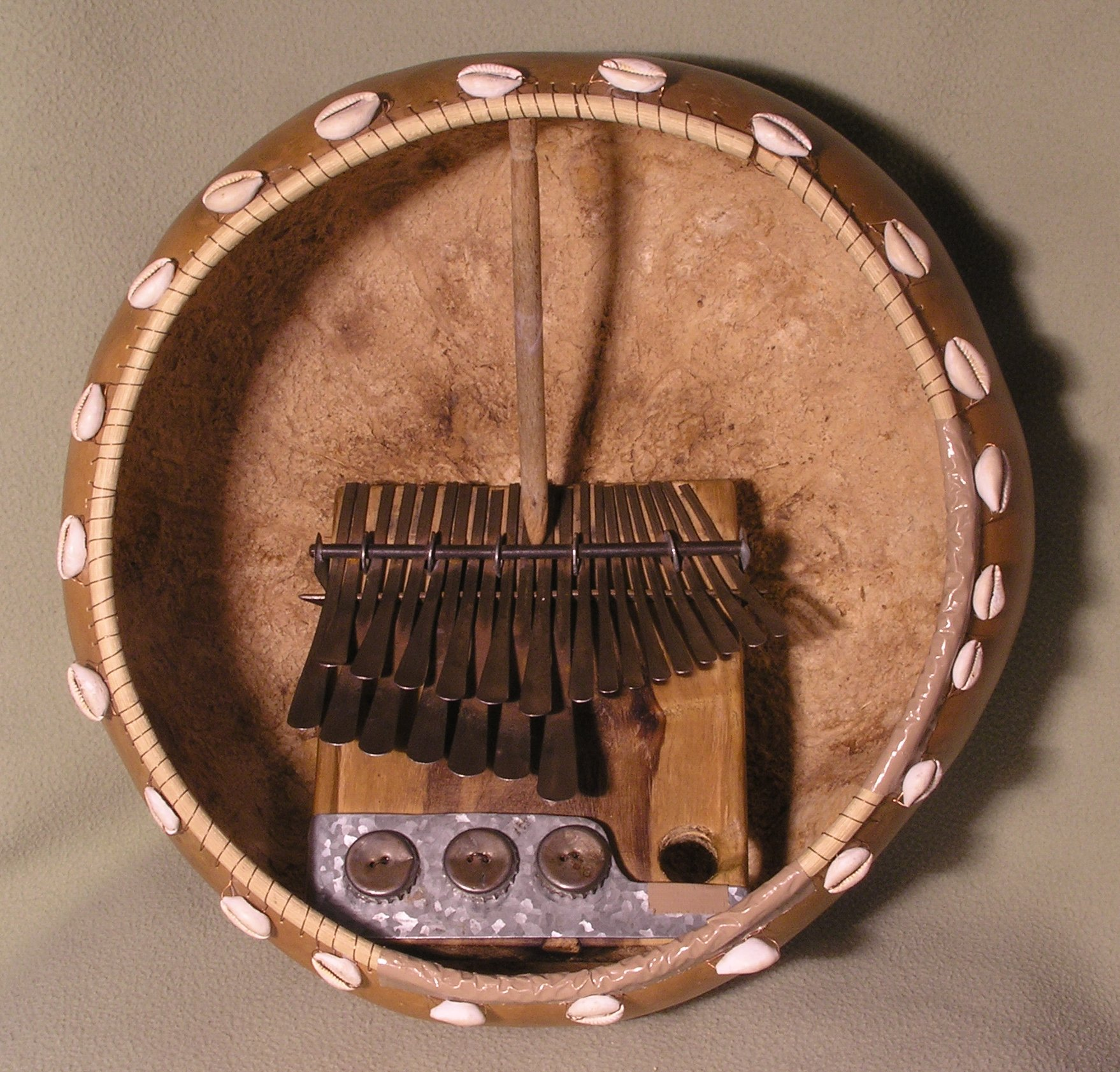
Eine mbira dza vadzimu in der deze, dem Resonanzkörper

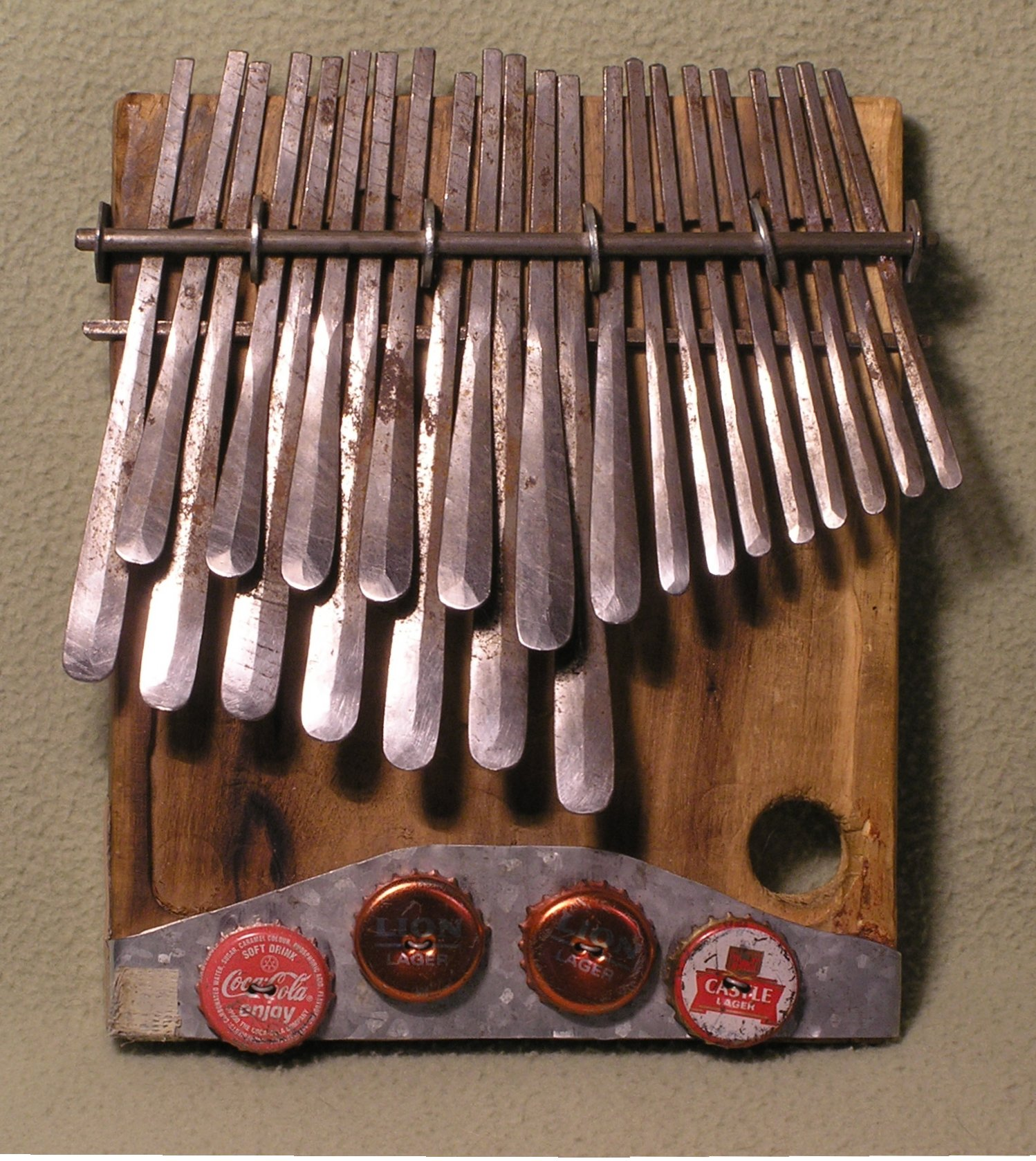
Mbira dza vadzimu ohne Resonator

Mbira dza vadzimu (Shona), auch mbira dze midzimu, „Mbira der Vorfahren“, ist ein Lamellophon, das von den Shona im südlichen Afrika in der traditionellen afrikanischen Musik gespielt wird. Lamellophone gehören mit ihren auf einem Brett montierten Zungen zu den Zupfidiophonen. Die mbira dza vadzimu ist eine nur zu rituellen Zwecken eingesetzte Variante des Lamellophontyps mbira, der in Simbabwe und angrenzenden Gebieten verbreitet ist.

## Bauform
Eine mbira dza vadzimu unterscheidet sich von anderen mbiras durch ihre Bauform: Sie ist größer, die 21 Lamellen sind breiter und an ihrer Vorderseite sind traditionell Bruchstücke von Schneckengehäusen als Rasseln befestigt, die für ein schnarrendes Geräusch sorgen. Bereits in den 1980ern fanden sich jedoch in den Städten statt der Gehäuse von Landschnecken vornehmlich Kronenverschlüsse von Bierflaschen. Eine vom Afrikaforscher Karl Mauch angefertigte Skizze einer mbira dza vadzimu aus dem Jahr 1871 zeigt ein Instrument mit siebenundzwanzig Lamellen, sechs mehr als bei jenen der Gegenwart.
Der Musikethnologe Andrew Tracey beschrieb die mbira dza vadzimu als den möglicherweise ältesten Typus eines Lamellophons bei den Shona. Er unterschied eine frühe Bauform, bei der die Basstöne von der rechten Hand gespielt werden, von einem späteren Instrument, bei dem die Basstöne im Bereich der linken Hand liegen, bis hin zu den heutigen Formen. Gespielt wird nur mit drei Fingern, mit den beiden Daumen und dem Zeigefinger der rechten Hand. Der Zeigefinger zupft die sechs höchsten Lamellen auf der rechten Seite von unten nach oben. Das Instrument wird zur Klangverstärkung in eine Resonanzkalebasse gelegt, die deze genannt wird.
Das gleiche Lamellophon heißt bei den Venda nach ihrem Wort für die Kalebasse kurz deza und mit vollem Namen mbila deza oder mbila dza madeza. Es ist das spezielle Instrument für religiöse Lieder der Lemba, einer Untergruppe der Venda.

## Spielweise
Die mbira dza vadzimu wird ausschließlich zum rituellen Spiel im Zusammenhang mit Ahnenkulten eingesetzt, unter anderem bei Bira-Zeremonien. Die zwischen zwei und acht Mbira-Spieler können hierbei entweder in der Rolle stehen, dem eigentlichen Medium durch die Musik in den notwendigen Zustand der Besessenheit zu gelangen oder können selbst beide Rollen als Musiker und Medium in sich vereinen. Während der Zeremonie dient die Musik dazu, eine Art Verbindung zwischen den Geistern der Ahnen und den Teilnehmern am Ritual zu ermöglichen. Einzelne Mitglieder der Gruppe können im Lauf des Abends besessen werden, als Höhepunkt gilt die Besessenheit des Gruppenältesten durch einen bedeutenden Vorfahren. Von symbolischer Bedeutung sind schwarze Gewänder und ein schwarzer Kopfputz aus Straußenfedern; gelegentlich wirkt der Genuss von Maisbier (ndoro) unterstützend.
Die Musik ist derjenigen der Ngororombe-Panflötenensembles verwandt. Sie entwickelt sich aus einer harmonischen Folge von Zweiklängen in Quarten und Quinten. Es ergibt sich ein Melodiezyklus von meist 48 Elementen. Der Anfangsteil heißt auf Shona kushaura („beginnen, anführen“). Die von der zweiten mbira gespielte Melodie nennt sich kutsinhira („Refrain singen, austauschen“).
Die einzelnen Stücke dauern 10 bis 30 Minuten und sind nicht streng durchkomponiert, sie beginnen und enden spontan. Die Teilnehmer am Ritual beteiligen sich zwanglos durch Händeklatschen, Gesang oder Tanzen. Call and Response („Ruf und Antwort“), das Modell eines Vorsängers mit folgendem Chor, fehlt bei dieser Musik. Seit den 1970er Jahren erfuhr die in den Jahrzehnten zuvor seltener aufgeführte Musik im Rahmen der nationalen Freiheitskampfbewegung von Simbabwe (Chimurenga) eine Wiederbelebung.

## Nachweise
1. ↑  Andrew Tracey: The Family of the Mbira. The Evidence of the Tuning Plans. In: Zambezia, Vol. 3(2), 1974, S. 1–10
2. 1 2 3 4  Robert Garfias: Die Rolle der Träume und Geisterbesessenheit in der Mbira Dza Vadzimu-Musik der Shona von Zimbabwe In: Erich Stockmann: Musikkulturen in Afrika. Verlag Neue Musik, Berlin 1987, S. 221–245
3. ↑  Andrew Tracey: Three Tunes for ’Mbira dza vadzimu’. In: African Music, Vol. 3, No. 2, 1963, S. 23–26, hier S. 23f
4. 1 2  Gerhard Kubik: Lamellophone. In: Ludwig Finscher (Hrsg.): Die Musik in Geschichte und Gegenwart, Sachteil 5, 1996, Sp. 886f
5. ↑  Andrew Tracey: Deza. In: Laurence Libin (Hrsg.): The Grove Dictionary of Musical Instruments. Bd. 2, Oxford University Press, Oxford/New York 2014, S. 37f